# Puig
Puig — це багатонаціональна  Барселонська компанія, що працює в області  моди і  парфумів. Антоніо Пуч Кастельо заснував компанію в 1914 році в  Каталонії, в  Барселоні (Іспанія). Сьогодні компанією як і раніше управляє сім'я Пуч.
«Пуч» продає свою продукцію в 150 країнах і має пряму присутність в 22 з них, забезпечуючи роботою 4472 людини по всьому світу. Оборот компанії в 2017 році склав 1,9 млрд євро чистого доходу і 228 млн євро чистого прибутку.
Як в області моди, так і в індустрії ароматів «Пуч» працює під брендами «Ніна Річчі», «Кароліна Еррера» і «Пако Рабан». У секторі моди також є мажоритарним акціонером будинку моди «Жан-Поль Готьє». Крім того, в парфумерії на підставі ліцензій компанія здійснює свою діяльність від імені ряду торгових марок, серед яких варто відзначити такі, як Comme des Garçons, Prada і «Валентино».

## Історія

### Заснування і перші роки

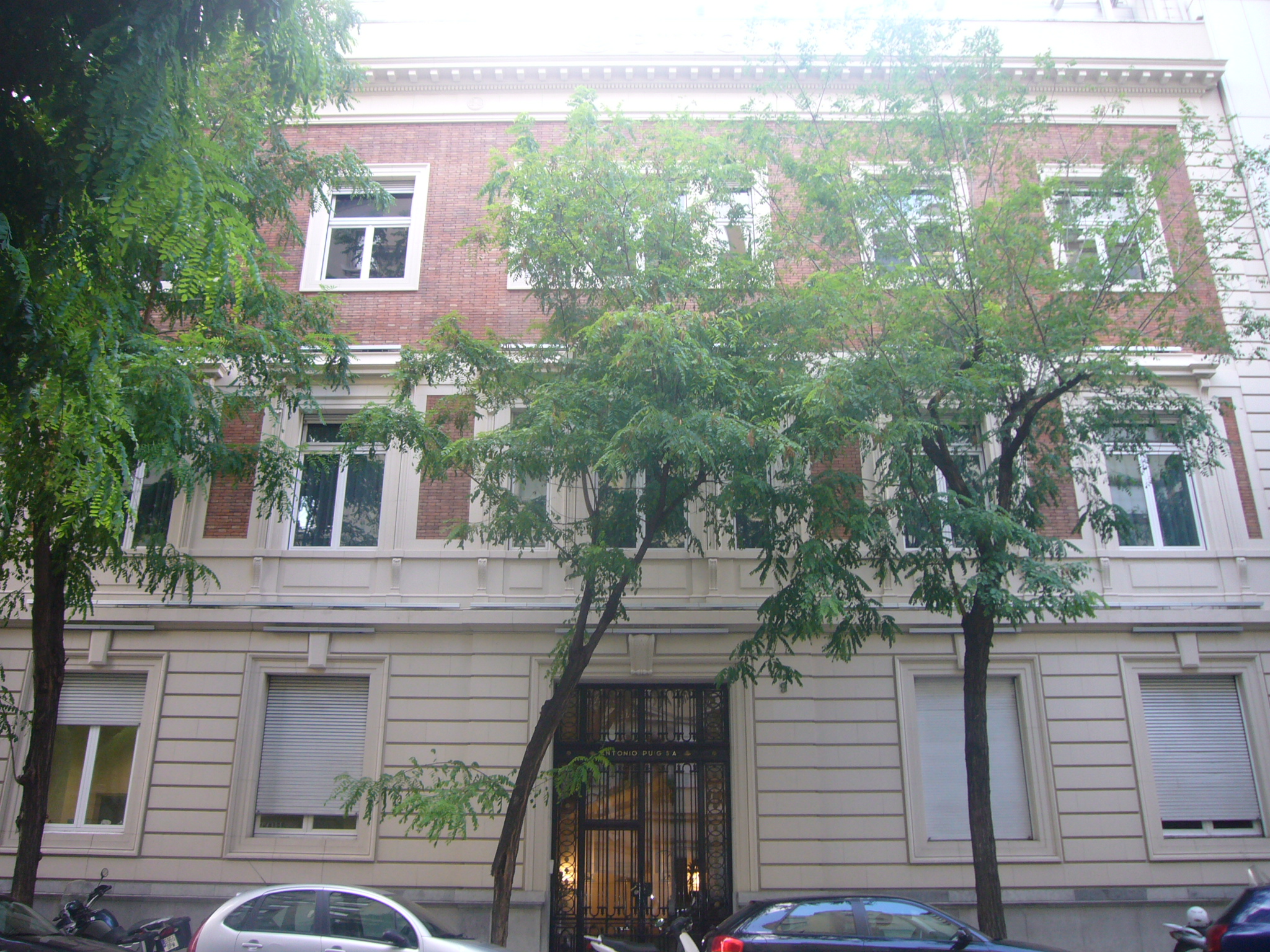
Колишній офіс компанії Пуч знаходиться в Травессера-де-Грасіа, Барселона.

Витоки підприємства сягають до 1914 року, коли Антоніо Пуч Кастельо заснував свою компанію. У той час компанія взяла ім'я свого засновника і стала називатися «Антоніо Пуч» АТ. І з тих пір підприємство зосередило свій бізнес в секторах  косметики і  парфумерії.
У 1922 році компанія випустила на ринок  Міледі — першу  губну помаду, зроблену в  Іспанії.
В 1940-х роках компанія почала продавати парфуми із запахом лаванди «Агуа лаванда Пуч», які стануть одним з її емблематичних продуктів. У ті ж роки засновник компанії Антоніо Пуч ухвалив рішення про перенесення фабрики і офісів в будівлю, розташовану на вулиці Травессера де Граса в районі Грасія в  Барселоні.
У наступні роки в управління компанією увійшли четверо синів засновника. Незважаючи на те, що зміна поколінь в керівництві компанією відбувалася поступово, прийшов час, коли Антоніо Пуч повністю передав синам право приймати рішення: Маріано і Антоніо взяли на себе парфумерію, Хосе Марія зайнявся диверсифікацією, а Енріке інституційними відносинами.

### Міжнародна експансія
У 1959 році компанія почала свою міжнародну експансію, побудувавши нову фабрику в промисловій зоні Бесос в Барселоні, а з іншого боку, створивши першу філію за межами Іспанії, в США. 
У 1968 році було відкрито філію в Парижі. Це сталося в момент приєднання до компанії «Пуч» торгової марки іспанського дизайнера Пако Рабанна. В результаті цієї співпраці в 1969 році почався продаж парфумів «Каландр» В 1976 році компанія побудувала парфюмерну фабрику в Франції, в Шартрі. У 1987 році «Пуч» повністю викупає Будинок моди Пако Рабанна. Однією з ключових віх в міжнародній експансії була домовленість, досягнута в 1980-х роках з  венесуельським дизайнером Кароліною Еррерою в Нью-Йорку, про створення і комерціалізації всіх її ароматів. В 1995 році, до компанії «Пуч» також був приєднаний бізнес Кароліни Еррера в індустрії моди.

### Перейменування: «Пуч Б'юті і Фешн Груп»

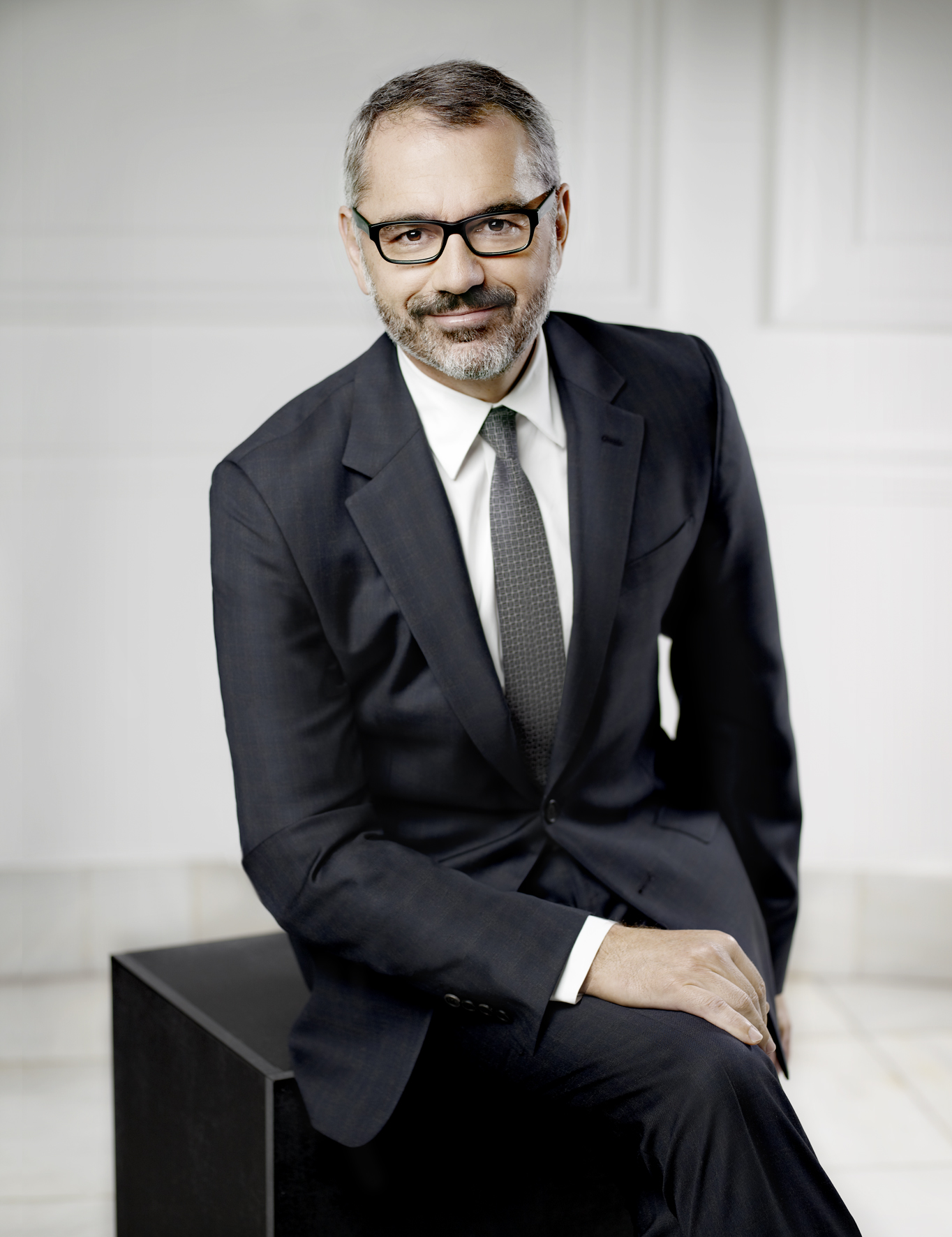
Марк Пуч, виконавчий президент компанії.

У 1997 році «Пуч» укладає угоду з Антоніо Бандерасом про створення і подальшої комерціалізації бренду «Аромати від Антоніо Бандераса». У наступному році компанія придбала торгову марку «Ніна Річчі», продовжуючи таким чином здійснювати політику придбання престижних брендів.  У зв'язку з розширенням бізнесу сім'я Пуч в 1999 році реорганізувала компанію, змінивши її назву на «Пуч Б'юті і Фешн Груп» і об'єднавши в одній і тій же структурі три напрямки бізнесу: моду, косметику і парфумерію.
Відповідно до політики експансії «Пуч» викупив іспанські компанії «Парфуми Галь» і «Мірурхія». Такі дії зміцнили лідерство «Пуч» на іспанському ринку. Крім того, в результаті цих придбань в компанію Пуч були інтегровані серед інших торгових марок такі марки, як «Адольфо Домінгес», Massimo Dutti і «Ено де прав'я».
У 2002 році частиною компанії став  французький будинок моди Comme des Garçons, а рік по тому була придбана фірма, яка займалася парфумами  італійської Prada. Обидва бренди стали складати частину каталогу ароматів компанії.
В 2000-х роках відбулися зміни в топ-менеджменті компанії. Марк Пуч, представник третього покоління родини, став спочатку генеральним директором а потім, в 2007 році, виконавчим президентом; посаду віце-президента при цьому зайняв Мануель Пуч.. На чолі з новим керівництвом в 2008 році було досягнуто згоди з  колумбійською співачкою  Шакірою про створення та впровадження на світовий ринок ароматів з її ім'ям.

### «Пуч» в даний час

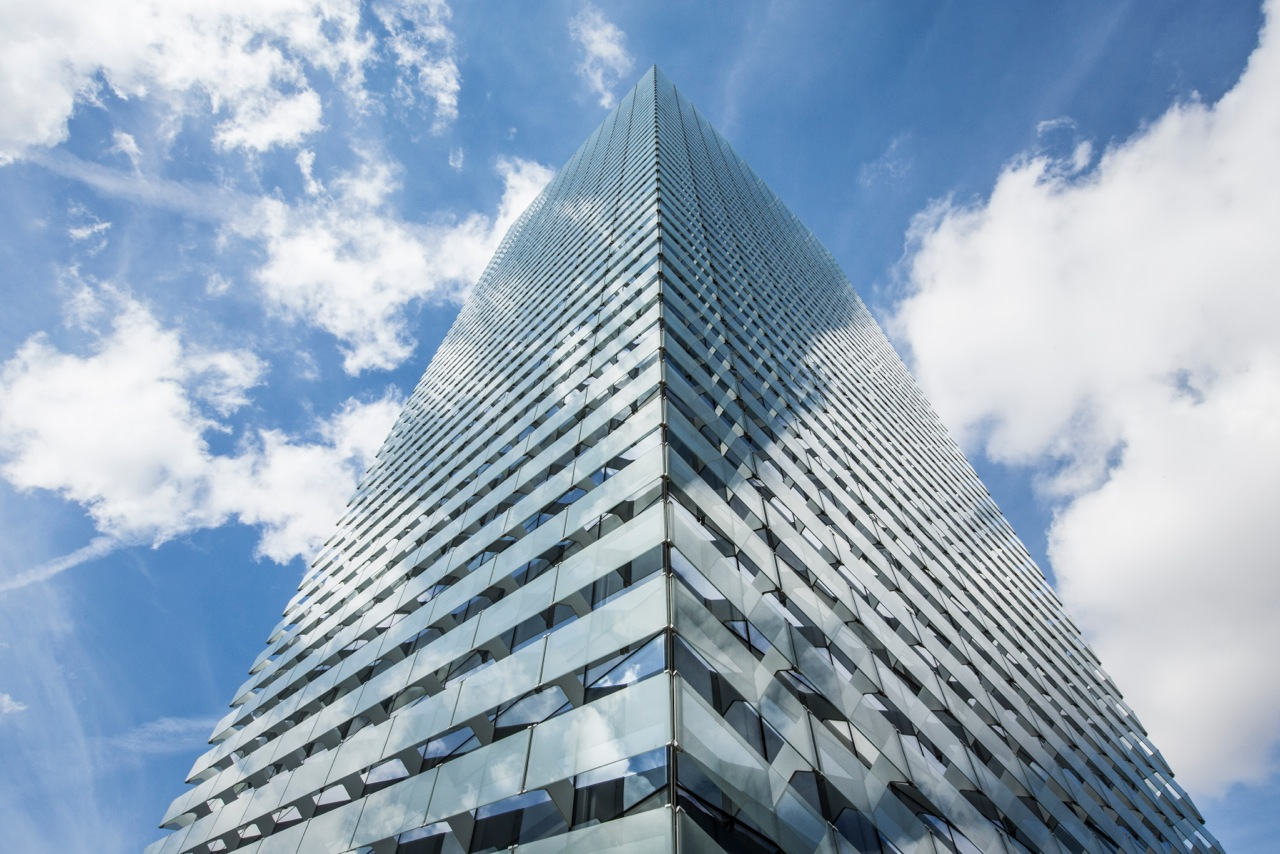
Торре Пуч, Плаза-де-Європа, Оспіталет-де-Льобрегат (Барселона).

У 2009 році «Пуч Б'юті і Фешн Груп» змінила свою торгову назву вдруге і стала відомою як просто «Пуч». 
Останніми придбаннями холдингу «Пуч», що увійшли до складу його структури, були бренди італійського дизайнера Валентино (в 2010 році) и французского модельера Жана-Поля Готьє. В последнем случае «Пуч» стал также мажоритарным акционером, купив 45 % акций у французской группы Hermès и 10 % у самого Жана-Поля Готье, который тем не менее сохранил своё творческое руководство.. Протягом 2013 року офіс компанії Пуч переїхав до  Францію, на всім відомі Єлисейські поля в  Парижі.
У 2014 році компанія відзначила столітній ювілей відкриття нового головного офісу, розташованого в Плаза-де-Європа, Оспіталет-де-Льобрегат, назва якого Торре Пуч. Ця вежа є твором архітектора Рафаеля Моне, лауреат  Прітцкерівської премії, і GCA Arquitectos. Будівля була відкрита Астурійським Принцом. Вежа отримала золотий сертифікат Leed, в знак визнання якості будівлі по відношенню до навколишнього середовища. При вході в будівлю розташована статуя іспанського художника, скульптора Жоан Міро, переданої на 2 роки Фондом Жоана Міро.
Протягом 2018 року Puig придбав деякі нішеві бренди, такі як мажоритарний пакет акцій Dries Van Noten; водночас прискорюючи розвиток Penhaligon's і L'Artisan Perfumeur. Крім того, компанія також придбала мажоритарний пакет акцій Еріка Батербо в Лос-Анджелесі, а також досягла угоди з Крістіаном Лубутеном, щоб розвивати свій косметичний бізнес.

## Статичні дані
«Пуч» в даний час має п'ять фабрик, чотири з яких знаходяться в  Європі і одна в  Мексиці, виробляючи 331 млн одиниць парфумерної продукції щороку. Завдяки такому обсягу виробництва в 2010 році була досягнута частка 7,6% в світовому бізнесі парфумерії, яка п'ятьма роками раніше становила 3,5%, що рівносильно 35% світового приросту виробництва за цей період. 
Компанія реалізує свою продукцію в 150 країнах і має пряме присутність в 22 з них, забезпечуючи роботою 4472 людини по всьому світу. Її оборот у 2017 році склав 1,9 млрд євро чистого доходу і 228 млн євро чистого прибутку.

## Зв'язок зі світом вітрильного спорту

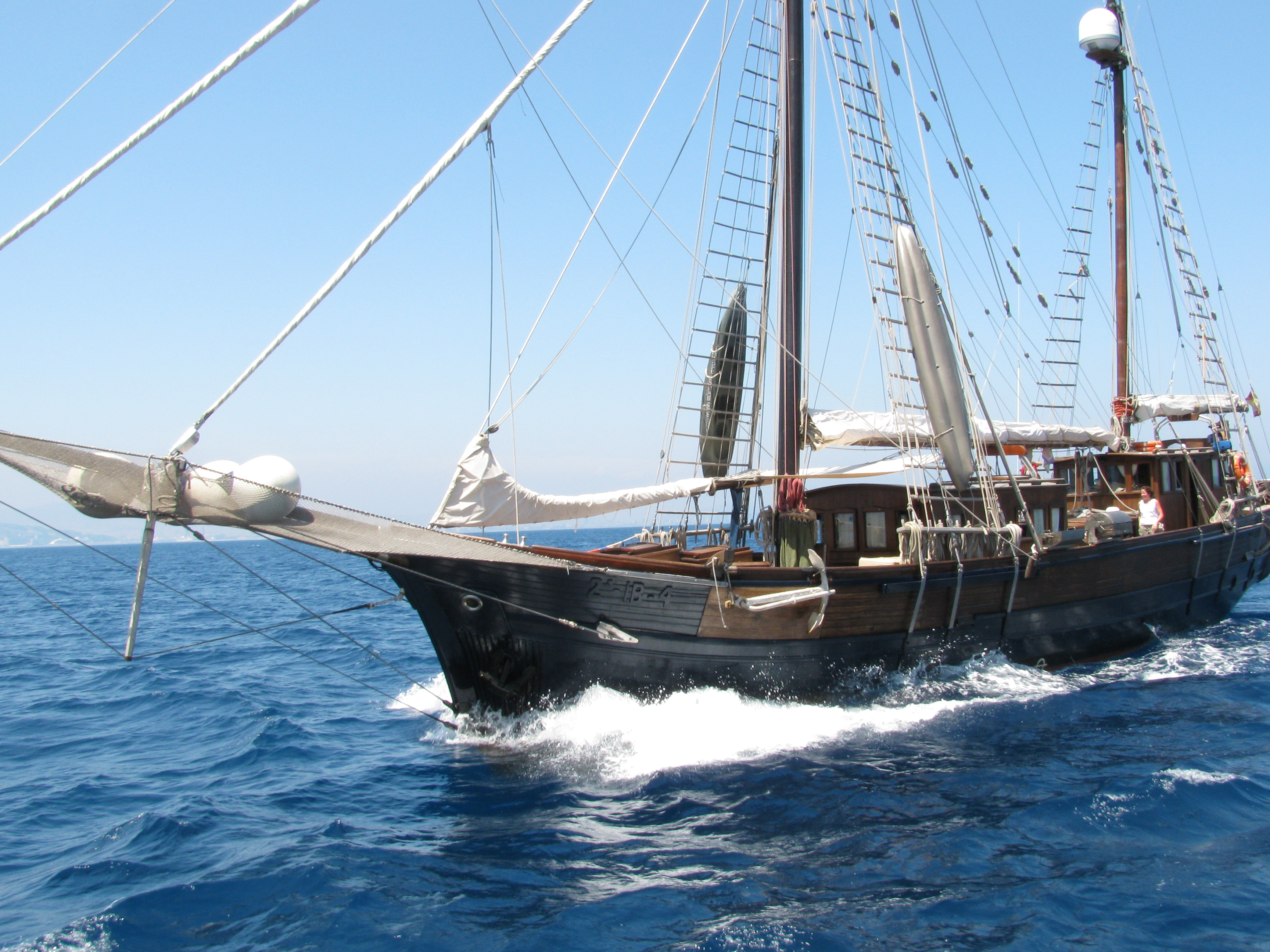
Одне з класичних суден на регаті «Пуч Вела Класика» в 2010 р.

Сім'я Пуч завжди була тісно пов'язана зі світом  вітрильного спорту, особливо в особі Енріке Пуча, директора компанії, президента Морського салону і Королівського морського клубу Барселони. Компанія була головним спонсором Кубка короля в парусному спорті з 1984 по 2006 рік.
Пуч був власником і спонсором вітрильника «Лазурний камінь Пуча», судна, яке брало участь у найзначніших морських змаганнях міжнародного рівня. Одним з постійних членів екіпажу яхти була  інфанта Крістіна — молодша дочка короля Хуана Карлоса I.
З 2008 року у співпраці з Королівським морським клубом Барселони компанія просуває і спонсорує регату «Пуч вела класика», яка проводиться щорічно в липні-місяці у водах Барселони. Головна особливість цієї регати в тому, що в ній можуть брати участь тільки класичні й традиційні судна. Ця гонка є однією з найпрестижніших серед усіх регат міжнародного рівня для класичних вітрильників.